# 柘植久慶
柘植 久慶（つげ ひさよし、1942年6月21日 - ）は、日本の作家・軍事評論家・コイン収集家。本名は平木啓一。

## 経歴
愛知県蒲郡市で出生。父は、東証1部上場の大手ミシンメーカーであったリッカーミシン（1984年に経営破綻）を創業して長く社長を務めた平木信二（1910年 - 1971年）。
慶應義塾普通部、慶應義塾高等学校を経て、慶應義塾大学法学部政治学科を卒業。
海外旅行に行く日本人がまだ少なかった1961年、大学1年の夏期休暇にコンゴ動乱に参加した。
1962年、アルジェリア戦争にフランス外人部隊の格闘技教官（中尉待遇）として参加した。
1965年、慶應義塾大学を卒業し、父が社長在任中のリッカーミシンに入社。
1973年より、株式会社ジェミニ（コイン輸入業）の社長を6年余り勤めた。その後、外資系企業を経て、1986年に柘植久慶名義で『ザ・グリーンベレー』（原書房）を上梓して作家活動に入った。

## 文筆活動
柘植久慶名義で、ノンフィクション、ハードボイルド小説、歴史小説などを執筆。作家活動に入ってから13年後の1999年2月時点（満56歳）で、柘植久慶名義での著作は118点（文庫版などの再刊をカウントせず）に達した。大宅壮一マスコミ塾出身である。
著書のジャンルは多岐にわたり、また多数の著名人との邂逅、インタビューが著書中に記録されている。また、危機管理の専門家としてサバイバル技術についても独自の視点を持ち、現代人が災害、事故、犯罪やテロに対していかに生き延びるかといったノウハウ本も数多く執筆し、9.11テロ事件を予測したと報じられた。その関係でテレビに時折コメンテーターとして出演することもある。また、ドラッグの危険性を警告する著作もある。ビデオも出版されており、主な内容はサバイバル関連や防犯などである。近年、中国についての著作を発表している。
また、書簡のコレクション、軍事郵便についての著作は1990年代に発表されている。
著作の『最後の遭遇』は「最後の弾丸」として1995年8月13日にNHK総合で玉置浩二主演でドラマ化された。このドラマは日・豪共同制作で、3ヶ月にわたる全オーストラリア・ロケで撮影された。

## 作風
軍事行動・作戦立案においても一家言あり、その独自の軍事・戦闘理論はしばしば作品でも散見出来る。特に小説「逆撃」シリーズにおいては近現代戦のみならず、古代の戦略戦術においても言及しており、「軍事に精通した青年ルポライター」の主人公が史上の名将の失敗を厳しく断じ、自ら立案する作戦の正しさを次々と立証していくというパターンを取っている。
1冊の本から3つの新しい知識を得られたら元が取れる、よって自分の著書には1冊に少なくとも7つの新しい知識を盛り込み、読者がすでに承知していること以外に最低限5つの新しい知識を提供できるように著述するとしている。
著書は体験記（ノンフィクション）、サバイバルガイドブック、ミリタリーアクション小説、ifもの小説、歴史小説、歴史解説、その他の7つのカテゴリーで分類されることがある。

## コイン研究家として
大学在学中より世界のコインに興味を持ち、本名の平木啓一名義で、コイン研究家としての活動も行っている。
1965年から2年余り、頌文社「月刊ボナンザ」に「世界の大型銀貨入門」を連載していた。
著書も多数あり、そのコインに関する知識は小説でも生かされている。
特定の専門分野を深く研究するスペシャリストが多い中で、世界でも有数のゼネラリストとして知られ、ギリシア・ローマの古代コインから近代に至るまで広い範囲をカヴァーしている。

## 作品

### 逆撃シリーズ
- 『逆撃関ヶ原合戦』中央公論社・Ｃノベルス、1993　のち文庫及び電子書籍化
- 『逆撃大阪冬の陣』1994　のち文庫及び電子書籍化
- 『逆撃大阪夏の陣』1994　のち文庫及び電子書籍化
- 『逆撃川中島合戦』1994　のち文庫及び電子書籍化
- 『逆撃ダンケルク電撃戦』1995　のち文庫及び電子書籍化
- 『逆撃長篠合戦』1995　のち文庫及び電子書籍化
- 『逆撃三方ヶ原合戦』1995　のち文庫及び電子書籍化
- 『逆撃イングランド上陸戦』1996　のち文庫及び電子書籍化
- 『逆撃レニングラード攻防戦』1996　のち文庫及び電子書籍化
- 『逆撃モスクワを占領せよ』1996　のち文庫及び電子書籍化
- 『逆撃アレクサンドリア進攻』1997　のち文庫及び電子書籍化
- 『逆撃スターリングラード制圧戦』1997　のち文庫及び電子書籍化
- 『逆撃ヒトラー奪還作戦』1997　のち文庫及び電子書籍化
- 『逆撃クルスク戦車決戦』1998　のち文庫及び電子書籍化
- 『逆撃ノルマンディー防衛戦』1998　のち文庫及び電子書籍化
- 『逆撃第三帝国の崩壊』1998　のち文庫及び電子書籍化
- 『逆撃ナポレオン ロシア遠征』1999 電子書籍化
- 『逆撃ナポレオン ドイツ戦役』1999 電子書籍化
- 『逆撃ナポレオン フランス戦役』1999 電子書籍化
- 『逆撃ナポレオン エルバ島脱出』1999 電子書籍化
- 『逆撃ナポレオン ワーテルロー会戦』（上下巻）2000 電子書籍化
- 『逆撃ハンニバル戦争 アルプス越え進攻』2000 電子書籍化
- 『逆撃ハンニバル戦争 カンナエ会戦』2000 電子書籍化
- 『逆撃ハンニバル戦争 ローマ攻略』2001 電子書籍化
- 『逆撃ハンニバル戦争 カルタゴの落日』2001 電子書籍化
- 『逆撃蒙古襲来 博多炎上』2001 電子書籍化
- 『逆撃楠木正成 千早城攻防戦』2002 電子書籍化
- 『逆撃楠木正成 洛中決戦』2002 電子書籍化
- 『逆撃蒙古襲来 鎌倉陥落』2002 電子書籍化
- 『逆撃三国志 蜀の中原制覇』2002 電子書籍化
- 『逆撃三国志 曹操の天下統一』2003 電子書籍化
- 『逆撃三国志 呉の覇権』2003 電子書籍化

### 黄金の頭シリーズ
- 『魔境からの脱出』ハルキ・ノベルス 1998 のち文庫
- 『最後の海賊船』ハルキ・ノベルス 1998　「海賊撃滅」文庫
- 『ロマノフ王朝の黄金』ハルキ・ノベルス 1998　「黄金奪取」文庫
- 『経済マフィアを消せ』ハルキ・ノベルス 1999　のち文庫
- 『ローザンヌの標的』ハルキ・ノベルス 1999　のち文庫
- 『グーテンベルク聖書奪回作戦』ハルキノベルス、1999　のち文庫
- 『緑の地獄』ハルキ・ノベルス 1999 のち文庫
- 『砂の迷宮』ハルキ・ノベルス　2000
- 『報復手段』ハルキ・ノベルス 2000
- 『強行救出』ハルキ・ノベルス 2000
- 『無法地帯』ハルキ・ノベルス 2001
- 『暗殺指令』ハルキ・ノベルス 2001
- 『最終勝者』ハルキ・ノベルス 2001
- 『腐敗組織』ハルキ・ノベルス 2002
- 『密猟地帯』ハルキ・ノベルス、2002
- 『ヴェトナム・マフィア』ハルキ・ノベルス、2002
- 『テロリストの島』ハルキ・ノベルス、2003
- 『楽園強奪』ハルキ・ノベルス、2003

### 蜂田迅シリーズ
- 『女王の身代金』集英社、1986　のち文庫
- 『グリーンベレーの挽歌』集英社 1986 のち文庫
- 『零の記号』集英社、1987　のち文庫
- 『クーデター』集英社、1988　のち文庫
- 『地獄の犬』集英社、1989　のち文庫
- 『死のフィアンセ』集英社、1990　のち文庫
- 『静かに眠れおまえの墓の中で』集英社、1996 「核の迷路」文庫

### 郷司剛シリーズ
- 『三人の外人部隊兵』実業之日本社 Joy novels 2000
- 『ダブル・リヴェンジ』実業之日本社 Joy novels 2000
- 『砂塵の咆哮』実業之日本社 Joy novels 2001
- 『敵中突破　ブレイク・スルー』実業之日本社 Joy novels 2002
- 『血砂の逆襲』実業之日本社 Joy novels 2002
- 『ヒマラヤの叛乱』実業之日本社 Joy novels 2003
- 『ゲリラの墓標』実業之日本社 Joy novels 2004

### 藤懸一統シリーズ
- 『サヴァイヴァル・ツアー』ハルキ・ノベルス 2003
- 『狙撃者』ハルキ・ノベルス 2004
- 『密林の襲撃』ハルキ・ノベルス 2004
- 『異邦のテロリスト』ハルキ・ノベルス 2005
- 『テロリストハンター 豪華客船の戦い』ハルキ・ノベルス 2005
- 『トレジャーハンター』ハルキ・ノベルス 2005

### 綴喜士郎シリーズ
- 『大統領の刺客』角川文庫、1993
- 『大統領の闘争』角川文庫、1993
- 『大統領の密謀』角川文庫、1993
- 『海底の煌き』角川文庫、1993
- 『氷雪の檻』角川文庫、1996

### 英雄大戦シリーズ
- 『英雄大戦 織田信長対チンギスハン』中央公論新社 C novels 2003 のち電子書籍化
- 『英雄大戦 カエサル対アレクサンドロス大王』2004 のち電子書籍化
- 『英雄大戦 豊臣秀吉対ヴァレンシュタイン』2004 のち電子書籍化
- 『英雄大戦 曹操対ハンニバル』2004 のち電子書籍化
- 『英雄大戦 織田信長対サラディン』2005 のち電子書籍化

### 対テロ特別班シリーズ
- 『対テロ特別班』ハルキ・ノベルス、2006
- 『標的は東京 対テロ特別班』ハルキ・ノベルス、2006
- 『売国の報酬 対テロ特別班』ハルキ・ノベルス、2007
- 『理想的な戦争 対テロ特別班』ハルキ・ノベルス、2007

### 復讐請負人
- 『復讐請負人』ハルキ・ノベルス 2008
- 『キル・ゼム・オール 復讐請負人』ハルキ・ノベルス 2009
- 『チャイニーズ・スパイ 復讐請負人』ハルキ・ノベルス 2009
- 『魔王の島 復讐請負人』ハルキ・ノベルス 2010

### 四月一日眞シリーズ
- 『麻薬戦争』有楽出版社 Joy novels 2008
- 『敵中突破』有楽出版社 Joy novels 2008
- 『テロリストの海峡』有楽出版社 Joy novels 2009
- 『核の闇に潜入せよ!』有楽出版社 Joy novels 2009

### その他の小説
- 余語幹一郎シリーズ

『血の航跡』集英社、1988　のち文庫
『炎の軌跡』集英社、1989　のち文庫
『闇の足跡』集英社、1991　のち文庫
- 傭兵シリーズ（朝比奈隆三）

『傭兵たちの葬送』実業之日本社 Joy novels 1991　のち集英社文庫
『傭兵たちの報酬』実業之日本社 Joy novels 1992　のち集英社文庫
『傭兵たちの落日』実業之日本社 Joy novels 1992　のち集英社文庫
- 堀田大和之助シリーズ

『ゴールドラッシュ』広済堂出版 1993　のち集英社文庫
『地獄のレンジャーズ 南北戦争を戦ったサムライ』集英社文庫 1998
『マクシミリアンの傭兵』集英社文庫 2001
- 戦士シリーズ

『死の影の戦士』実業之日本社 Joy novels 1993　のち集英社文庫
『戦士たちの橋』実業之日本社 Joy novels 1994　のち集英社文庫
『戦士たちの賭け』実業之日本社 Joy novels 1996　のち集英社文庫
- 前進か死か

『前進か死か』 中央公論社 1994　のち文庫（分冊化) のち電子書籍化
『前進か死か１　インドシナ』『前進か死か２　アルジェリア』
『赫奕たる彼方 続前進か死か』中央公論社 1996 のち文庫（分冊化) のち電子書籍化
『前進か死か３　ド=ゴール暗殺』『前進か死か４　コンゴ動乱』
『メコン流るる大地 前進か死か最終章』中央公論社 1998 のち文庫（分冊化) のち電子書籍化
『前進か死か５　ホーチミン・トレイル』『前進か死か６　シアヌーク打倒』
- 飢狼シリーズ

『飢狼たちの聖餐』実業之日本社 Joy novels 1997　のちハルキ文庫
『飢狼たちの聖地』実業之日本社 Joy novels 1998　のちハルキ文庫
『飢狼たちの聖戦』実業之日本社 Joy novels 1999
- スナイパーヘルヴァレーシリーズ

『オペレーションデイトナ:スナイパーヘルヴァレー」KSS出版 1999 「スナイパー」ハルキ文庫
『銃剣作戦（オペレーションバイヨネット）:スナイパーヘルヴァレー2」KSS出版 1999 「スナイパー テロリスト破壊指令」ハルキ文庫
『スナイパー 危険地帯』ハルキ文庫 2003
- 一口坂訓丸シリーズ

『ブラック・マンティス』有楽出版社 Joy novels 2003
『象の城塞』有楽出版社 Joy novels 2004
『アルデンヌの古城』有楽出版社 Joy novels 2005
- 聖槍シリーズ

『聖槍 1(大戦の跫音)』中央公論新社 C novels 2006
『聖槍 2(ベルンハルト作戦)』中央公論新社 C novels 2006
『聖槍 3(崩壊への道)』中央公論新社 C novels 2007
- 彦坂和彦シリーズ

『ウイグルの叛乱』有楽出版社 Joy novels 2006
『ロシアの暗殺者』有楽出版社 Joy novels 2007
『暗殺地帯』有楽出版社 Joy novels 2007
- 周防喜一郎シリーズ

『喜望峰の星』集英社文庫、1987
『熱砂の脱出』実業之日本社 Joy novels 1994　のちハルキ文庫
- 黒髪薫シリーズ

『復讐の牙』カドカワノベルズ 1994　のちハルキ文庫
『復讐の掟』カドカワノベルズ 1996　のちハルキ文庫
- 御調厚シリーズ

『スーツケース一杯の恐怖』ハルキ文庫 1999
『テロ・ネットワーク』ハルキ文庫、2002
- メダル・オブ・オナー (ゲームソフト)　ノベライズ版

『メダル・オブ・オナー バルジ突破』中央公論新社 C novels 2005
『メダル・オブ・オナー ヨーロッパ強襲』中央公論新社 C novels 2005
- 『獅子たる一日を』飛鳥新社、1988　のちハルキ文庫
- 『爆破指令・ソウル 長篇サブヴァージョン・ノベル』徳間ノベルス 1988 のち角川文庫「操られる影」1994
- 『六朝の壷 長篇冒険アクション』徳間ノベルス 1988　のち大陸文庫、角川文庫
- 『インドシナ急行殺人事件』飛鳥新社 1989 「インドシナ急行」集英社文庫
- 『最後の遭遇』徳間ノベルス 1989
- 『獅子たちの時代』集英社 1990　のち文庫
- 『逆転の罠』大陸書房、1991　のち角川文庫
- 『遥かなる烽火』大陸書房 1991 のち角川文庫
- 『チェックメイト・キング』大陸書房、1992　のち集英社文庫
- 『マンハッタンの墓標』大陸書房 1992 のち集英社文庫
- 『最後の遭遇』角川文庫、1994
- 『ロイヤルコレクションを狙え』コスミックインターナショナル 1994 のちハルキ文庫
- 『国家転覆 199Xクーデター計画』角川書店 1995　のちハルキ文庫
- 『八月の銃声』中央公論社 1995
- 『土方歳三の鬼謀』PHP研究所 1996-97 のちハルキ文庫
- 『Nobunaga 信長欧州遠征記』中央公論社 1997 のち電子書籍化
- 『悪魔の摂理』実業之日本社 Joy novels 1997　のちハルキ文庫
- 『朝鮮半島200時間 北朝鮮軍、ついに南侵す』PHP研究所 1997　のち文庫
- 『宮本武蔵の戦い』PHP研究所 1997　 「宮本武蔵十二番勝負」PHP文庫
- 『沖縄独立す 北東アジアに軍事危機が迫る』ベストセラーズ 1998
- 『亜細亜大戦2001 書下ろし軍事シミュレーション』ベストセラーズ ワニの本 1999
- 『神奈川縣札』ハルキ文庫 2000
- 『旅順 日露決戦の分水嶺』PHP文庫 2001
- 『ロシアンコネクション』ハルキ・ノベルス 2001
- 『ネルソン提督 ナポレオン軍を破った英国海軍の雄』PHP文庫 2002
- 『アレトゥサの伝説 地中海世界の十字路〈シチリア〉の物語』中央公論新社 2004
- 『異形の剣 長崎異聞悪太郎奮闘記』ハルキ文庫 時代小説文庫 2004
- 『桶狭間 信長の深謀・義元の誤算』PHP研究所 2004
- 『元禄無頼剣』ハルキ文庫 時代小説文庫 2005
- 『東京大津波 近未来ノベル 東海・東南海連鎖地震、ついに発生す』PHP文庫 2005 のち電子書籍化
- 『首都直下地震<震度7> 』PHP文庫 2006 のち電子書籍化
- 『常勝将軍・立見尚文』PHP研究所 2008  のち文庫及び電子書籍化
- 『直江兼續 北国の獅子』ハルキ文庫 時代小説文庫 2008
- 『オバマ暗殺』角川春樹事務所 2009
- 『黒木為楨 日露戦争の勝利に最も貢献した名将』PHP文庫 2010
- 『万博中国に潜入せよ!』有楽出版社 Joy novels 2010
- 『三連動大地震 東海・東南海・南海』廣済堂あかつき出版事業部 2011
- 『太平天国戦記』PHP研究所 2012 のち電子書籍化
- 『東京大地震2023 近未来ノベル』PHP文庫 2012 のち電子書籍化
- 『富士山大噴火 近未来ノベル』PHP文庫 2012 のち電子書籍化

### ノンフィクション・その他
- 『ザ・グリンベレー 世界最強の男たち』原書房 コンバット・シリーズ　1986 のち集英社文庫
- 『ザ・ファイティング グリンベレー流格闘術』原書房 1986
- 『サバイバルバイブル これを知っていたら絶対助かる』原書房 1986　「サバイバル・ブック」集英社文庫
- 『フランス外人部隊 祖国を捨てた男たち』原書房 コンバット・シリーズ 1986　のち集英社文庫
- 『グリンベレー戦場の人間学 極限状況で、どんな男が生き残ったか』祥伝社 ノン・ブック　1987
- 『スペシャル・フォース 最強の特殊部隊』原書房 コンバット・シリーズ 1987
- 『フランス外人部隊から帰還した男』飛鳥新社 1987 　のち大陸文庫
- 『戦場のサバイバル グリンベレー』原書房 1988　「戦場の生存術」中公文庫
- 『ナポレオンの戦場 ヨーロッパを動かした男たち』原書房 1988　のち集英社文庫
- 『ビジネスゲリラだけが生き残る 硬直した正規軍は必ず敗北する』ネスコ 1988
  - 『ビジネスサバイバル戦術 ライバルに差をつける!」大陸文庫 「ビジネス戦場学」中公文庫
- 『傭兵見聞録 友よ!戦場の天使たちよ!!』徳間書店 1988　のち集英社文庫
- 『アウトドア・ナイフの使い方』並木書房 1989
- 『グリンベレー赤の殿下を狙え』並木書房 1989　「赤の殿下誘拐作戦 ラオス内戦」集英社文庫
- 『グリンベレーで鍛えた危機管理の技術 超サバイバルトレーニング』大陸書房 1989
- 『ヒトラーの戦場 ヨーロッパを動かした男たち』原書房 1989　のち集英社文庫
- 『麻薬ロードをゆく 武器なき戦場 悲しき第三の戦略物質』徳間書店 1989
- 『あなただけが生き残る方法 悪魔の護身術』大陸書房 1990 のち文庫
- 『奇妙な書簡 封筒・葉書コレクションの楽しみ方』並木書房 1990
- 『コカイン帝国潜入記』飛鳥新社 1990
- 『戦場の人間学』集英社文庫、1990
- 『ドキュメント南ア共和国 白人政府は悪か』並木書房 1990
- 『パーフェクトコマンダー 戦場のサバイバル2』原書房 1990
- 『麻薬汚染』立風書房 1990
- 『戦場を駆け抜けた書簡 軍事郵便物語』原書房 1991　「軍事郵便物語」中公文庫
- 『難局に打ち勝つ強い組織の条件 「三国志」に学ぶ戦略と戦術』経済界 1992
- 『非情のサバイバルテクニック 闘え!そして生き残れ!』大陸書房 1992
- 『名将たちの決断 ザ・グレート・ジェネラルズ』原書房 1992　のち中公文庫
- 『実戦孫子の兵法 生存術の原典・戦いは勝たねばならぬ!』銀河出版 銀河ウォーセラーズ 1993　のち中公文庫
- 『スーパー・ファイティング』原書房 1993
- 『戦場の都・パリ』原書房 1993　のち中公文庫
- 『大地震からのサバイバル イザという時これだけは知っておきたい』並木書房 極限シリーズ 1993
- 『柘植久慶の最強兵士への道 フランス外人部隊完全入隊マニュアル』フットワーク出版 1993
- 『走れない人間には死が微笑む! ビジネス戦場学』銀河出版 銀河ウォーセラーズ 1993
- 『犯罪からのサバイバル この危機から自分をどう守るか』並木書房 極限シリーズ 1993
- 『麻薬戦争地図 ターゲットは日本! 恐るべき第三の戦略兵器』銀河出版 銀河ウォーセラーズ 1993　のち中公文庫
- 『実戦五輪書』原書房 1994 のち中公文庫
- 『セキュリティ&サバイバル 緊急回避用具とその使い方』並木書房 極限シリーズ 1994
- 『戦場の指揮官』中公文庫、1994
- 『日本の合戦 こうすれば勝てた 戦場シミュレーション』原書房 1994　のち中公文庫
- 『アーバンサバイバル 都市型犯罪から身をまもる』原書房 1995
- 『生き残る組織・滅び去る組織 「三国志」が教える』経済界 1995 「戦略戦術の「三国志」」中公文庫、「仕事に効く「兵法」 生き残るための「三国志」の智恵』講談社+α文庫
- 『震災の生存術』中公文庫、1995
- 『個人の危機管理術 安全と自衛のガイドブック』中央公論社 1996　のち文庫
- 『指揮官の人心統率術 戦場からビジネスまで』中央公論社 1996　のち文庫
- 『日本の古戦場 こう戦えば勝てた』中央公論社 1996　のち文庫
- 『とっさの護身術 女性でもできる暴漢撃退のテクニック』PHP研究所 1997
- 『身近な危機から身を守る本 犯罪、災害、事故で生き残るためのテクニック』PHP文庫 1997
- 『皇女アナスタシアの真実』小学館文庫　1998
- 『詳解戦争論 フォン=クラウゼヴィッツを読む』中央公論社 1998 のち文庫
- 『ツェッペリン飛行船』中央公論社 1998　のち文庫
- 『ヒトラーの遺産 国家蘇生のリーダーシップ』KSS出版 1998
- 『世界の会戦 こう戦えば勝てた』中央公論新社 1999　のち文庫
- 『大震災生存の達人 誰も書かなかった』小学館文庫　1999　改題「あなたは生き残れるのか?」
- 『二人の将軍』小学館文庫　1999（アウグスト・フォン・マッケンゼンとヘクター・マクドナルド）
- 『JFKを撃った男 テロリストの眼から暗殺のナゾを解く』小学館文庫　2000
- 『鋼鉄の要塞 アメリカ海軍の戦艦と航空母艦』中央公論新社 2000
- 『ヒトラー時代のデザイン』小学館文庫 2000
- 『21世紀サバイバル・バイブル 自然災害から犯罪まで、危機を生き延びる秘策と心構え』小学館 2001
- 『五枚の金貨 アメリカン・ヒーローたちの裏面史』中央公論新社 2001
- 『名将たちの戦場』中央公論新社 2001　のち文庫
- 『わが子を危険から守るために』ハルキ・ブックス、2001
- 『戦場の名言録 「究極のリーダーシップ」を歴史に学ぶ』PHP文庫 2002
- 『ビジネスは戦争と心得よ あなたと会社を勝ち組にする柘植流「兵法三六計」』中央公論新社 2002
- 『あの頃日本は強かった 日露戦争100年』中公新書ラクレ 2003
- 『世界のクーデター・衝撃の事件史 政権はいかに打倒されるのか』PHP文庫 2003
- 『腹の据え方 生き残るために、こう考えよ』PHP研究所 2003.7.
- 『歴史を動かした「独裁者」 「強大な権力」はいかに生まれ、いかに崩壊したか』PHP文庫 2003
- 『歴史を変えた「暗殺」の真相 時代を動かした衝撃の事件史』PHP文庫 2003
- 『21世紀サバイバル・バイブル』集英社文庫、2004
- 『源平合戦・戦場の教訓 勝者と敗者、何が明暗を分けたのか』PHP文庫 2004
- 『テロリストが東京を襲う日』PHP研究所 2004
- 『日露戦争名将伝 人物で読む「激闘の軌跡」』PHP文庫 2004
- 『「三国志」合戦事典 英雄たちの激闘全ガイド』PHP文庫 2005
- 『戦争で読む「ローマ帝国史」 建国から滅亡に至る63の戦い』PHP文庫 2005
- 『中国の本当の危なさを知らない日本人』PHP研究所 2005
- 『悲劇の名将たち』中央公論新社 2005
- 『栗林忠道 硫黄島の死闘を指揮した名将』PHP文庫 2006
- 『人民解放軍が沖縄を攻める日』ワニブックス 2006
- 『分析日本戦史 日本の行方を左右した20の戦い』学研M文庫 2006
- 『ヴェトナムと組むメリットを知らない日本人』PHP研究所 2006
- 『ロンメル将軍 砂漠の狐』PHP文庫 2006
- 『小部隊指揮官バイブル いかに部下を統率し、目標を達成するか?』PHP文庫 2007
- 『断末魔の中国 粉飾決算国家の終末』学研新書 2007
- 『日本人よ、やはり中国は危ない』PHP研究所 2007
- 『宴のあとの中国 崩壊目前の偽装大国』PHP研究所 2008
- 『「打たれ強さ」の鍛え方 困難に立ち向かう心と体のために』PHP研究所 2008
- 『最期の言葉 一〇一人の男たちの辞世』太陽出版 2008
- 『戦いの三六六日 戦争に学ぶ人生必勝の法則』ランダムハウス講談社 2008
- 『中国大崩壊 世界恐慌のシナリオ』学習研究社 2008
- 『分析世界の海戦史』学研M文庫 2008
- 『撃墜王・坂井三郎から学んだ戦いの極意と技術』PHP研究所 2009
- 『サバイバル・バイブル 2010』PHP研究所 2009
- 『「戦場」から学ぶ仕事術 クビを切られない「戦う男」の鉄則』講談社+α文庫 2009
- 『戦乱の都・京都 日本の歴史はここで動いた』PHP研究所 2009
- 『分析世界の陸戦史』学研M文庫 2009
- 『世界を変えた最強の戦闘指揮官30』PHP文庫 2010
- 『名将の条件日露戦争七人の陸将 大山巖・児玉源太郎・福島安正・黒木為[モト]・立見尚文・秋山好古・一戸兵衛』学研パブリッシング 2010
- 『北朝鮮暴発の恐怖を知らなすぎる日本人』PHP研究所 2011
- 『詳説〈統帥綱領〉 日本陸軍のバイブルを読む』PHP新書 2011
- 『紙一重が人生の勝敗を分ける 高度の情報収集力で生き抜け』東京堂出版 2012
- 『大日本帝国軍人の言葉 かつて日本を導いた男たちに学ぶ』太陽出版 2012
- 『コイン・コレクションのはじめかた 楽しみながら資産を殖やす』PHP研究所 2013
- 『大災害からの生存術 あらゆる状況から身を守る完全マニュアル』PHP文庫 2013
- 『日本の戦闘指揮官30選 日本武尊から大場栄まで』PHP文庫 2013
- 『日本の攻城戦55』PHP文庫 2015
- 『あなたの身を護る「危機管理大全」 日本人の全リスクに対応できる1000の視点』PHP文庫 2016
- 『読む麻薬(クスリ) 「現代の悪魔」の歴史と恐ろしさがわかる本』PHP研究所 2016

### 平木啓一名義
- 『入門 世界のコイン』（1967年、徳間書店）
- 『文春実用百科 コイン 集め方楽しみ方』（1968年、文藝春秋）
- 『古銭・コイン教室』（1973年、秋田書店）
- 『世界貨幣大事典』（1974年、ジェミニ）
- 『コインとインフレヘッジ 資産としての世界のコイン』（1974年、ジェミニ）
- 『ナポレオン一族のコインカタログ』平木啓一, 平木悠支編（1975年、ジェミニ）
- 『世界の大型銀貨カタログ』 1800-1945（1977年、ジェミニ）
- 『新・世界貨幣大事典』（2010年、PHP研究所、ジェミニ版『世界貨幣大事典』の改訂版）
- 『金融乱世のサバイバル・バイブル アンティーク・コインで資産を防衛せよ』（2012年、PHP研究所）

### 共著
- 『でっかく遊べ C・W・ニコル・柘植久慶の冒険対談』原書房 1987
- 『海外サバイバル・ガイド 危険から自分をどう守るか』毛利元貞共著 並木書房 1991
- 『新・海外サバイバル・ガイド 危険から自分をどう守るか』毛利元貞共著 並木書房 1992

### 翻訳
- ジョン・ワイズマン『SASサバイバル・ハンドブック』監訳 並木書房 1991
- スタックポール・ブックス編 ジェームズ・J.ギャラハー校訂『米陸軍戦闘マニュアル コンバット・リーダーズ・フィールド・ガイド』編訳 原書房 1991
- ケネス・マクゼイ 編『ヒトラーの選択』原書房 1995